# BMW・X6

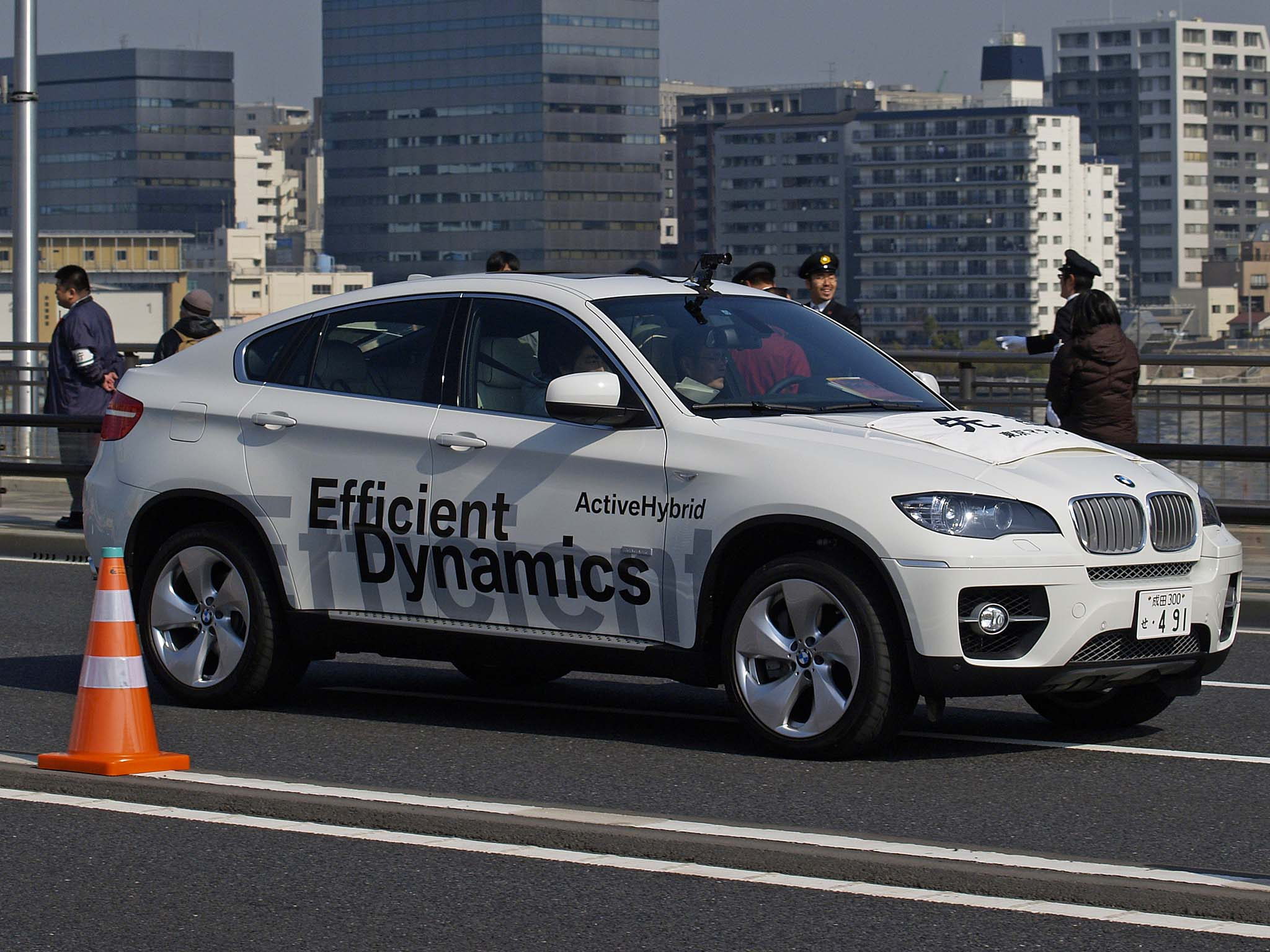
東京マラソン2011提供車両
E72アクティブハイブリッド

X6（エックスシックス）は、ドイツの自動車メーカー、BMWが製造・販売しているSUVである。

## 初代（2008年-2014年 ）E71/E72
2008年1月の北米国際オートショーで量産型が発表され、同社のSUVであるX5とともに米国・サウスカロライナ州スパータンバーグ工場で生産される。ハードウェアの基本をX5（E70）としながら、SUVとクーペを融合させたスタイルが外観上の特徴。ターボチャージャーもX5に先駆けて導入された。走行状況や車両状況に応じて、駆動力を臨機応変に左右のリヤ・ホイール間で配分するBMWの新技術である「ダイナミック・パフォーマンス・コントロール」を初めて装備した。2009年後半にアクティブ・ハイブリッド搭載車を市場投入予定。X6の社内モデルコードはE71、アクティブ・ハイブリッド搭載車はE72である。乗用車であるものの、BMWでは、コンセプトとして「Sports Activity Coupe（スポーツ・アクティビティ・クーペ）」という造語を用いることにより、「BMWが発案した、まったく新しいカテゴリーの自動車である」としている。なおMモデルや上級グレードに搭載された4.4LのV8ターボエンジンのN63B44A型とS63B44A型は野心的な設計であったが複数の問題点が存在しておりエンジントラブルが多発した（詳細はBMW・N63エンジンを参照）。

### 日本での販売
- 2008年6月24日発表、予約注文が開始された。日本には「xDrive50i」と「xDrive35i」 が導入された。
- 2009年7月7日、「X6 M」が追加導入された[1]。
- 2010年5月27日、マイナーチェンジ。「xDrive35i」の3.0L 直6ツインターボエンジンが3.0L 直6シングルターボエンジンに変更された。全グレードで6速ATは8速ATにされ、マイクロ・ハイブリッド・テクノロジーが搭載されたほか、リアコンビネーションライトがLEDに変更された[2][3]。
- 2010年7月26日、「アクティブハイブリッドX6」の受注が開始された[4]。
- 2011年5月24日、乗車定員が4名から5名に変更された[5]。
- 2012年6月6日、マイナーチェンジ。外装のデザインが変更されたほか、標準装備の内容も見直された[6]。

| グレード                  | 製造年              | エンジン                         | 排気量  | 最高出力/最大トルク | 変速機 | 駆動方式 |
| ------------------------- | ------------------- | -------------------------------- | ------- | ------------------- | ------ | -------- |
| xDrive50i                 | 2008年6月-2010年4月 | N63B44A V型8気筒DOHCツインターボ | 4,394cc | 407PS/61.2kgf·m     | 6速AT  | 4WD      |
| xDrive35i                 | 2008年6月-2010年4月 | N54型 直列6気筒DOHCツインターボ  | 2,979cc | 306PS/40.8kgf·m     | 6速AT  | 4WD      |
| X6 M                      | 2009年7月-2010年4月 | S63B44A V型8気筒DOHCツインターボ | 4,394cc | 555PS/69.3kgf·m     | 6速AT  | 4WD      |
| xDrive50i                 | 2010年5月-          | N63B44A V型8気筒DOHCツインターボ | 4,394cc | 407PS/61.2kgf·m     | 8速AT  | 4WD      |
| xDrive35i                 | 2010年5月-          | N55型 直列6気筒DOHCターボ        | 2,979cc | 306PS/40.8kgf·m     | 8速AT  | 4WD      |
| X6 M                      | 2010年5月-          | S63B44A V型8気筒DOHCツインターボ | 4,394cc | 555PS/69.3kgf·m     | 8速AT  | 4WD      |
| アクティブハイブリッド X6 | 2010年7月-          | N63B44A V型8気筒DOHCツインターボ | 4,394cc | 407PS/61.2kgf·m     | 8速AT  | 4WD      |

## 第2世代（2014年- ）F16
2014年6月発表。欧米では2014年12月から発売が開始される予定である。日本では同年8月に発表され、「xDrive50i」が同年12月から、「xDrive35i」が2015年2月から納車される予定である。

## 第3代目 (2019年-) G06

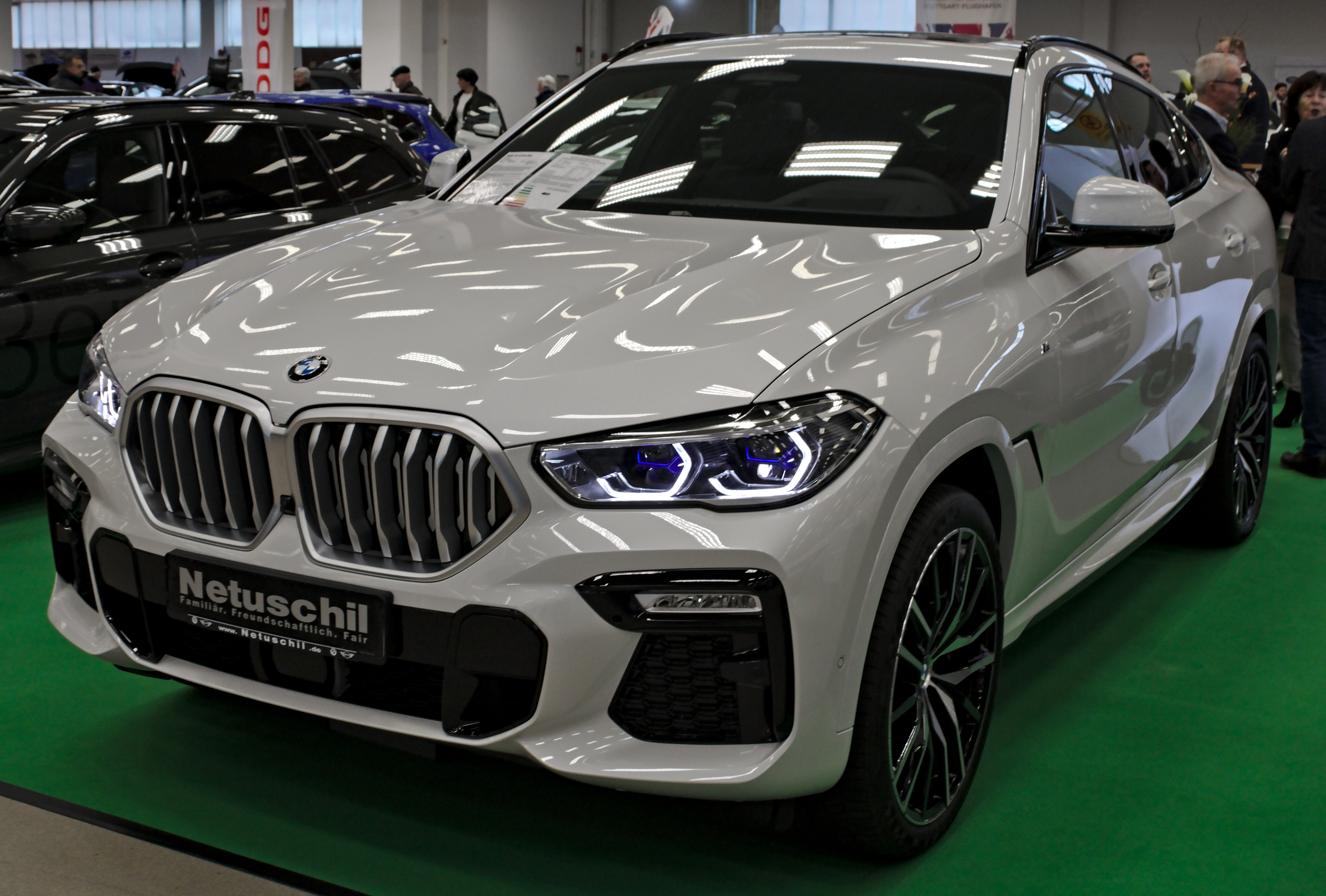

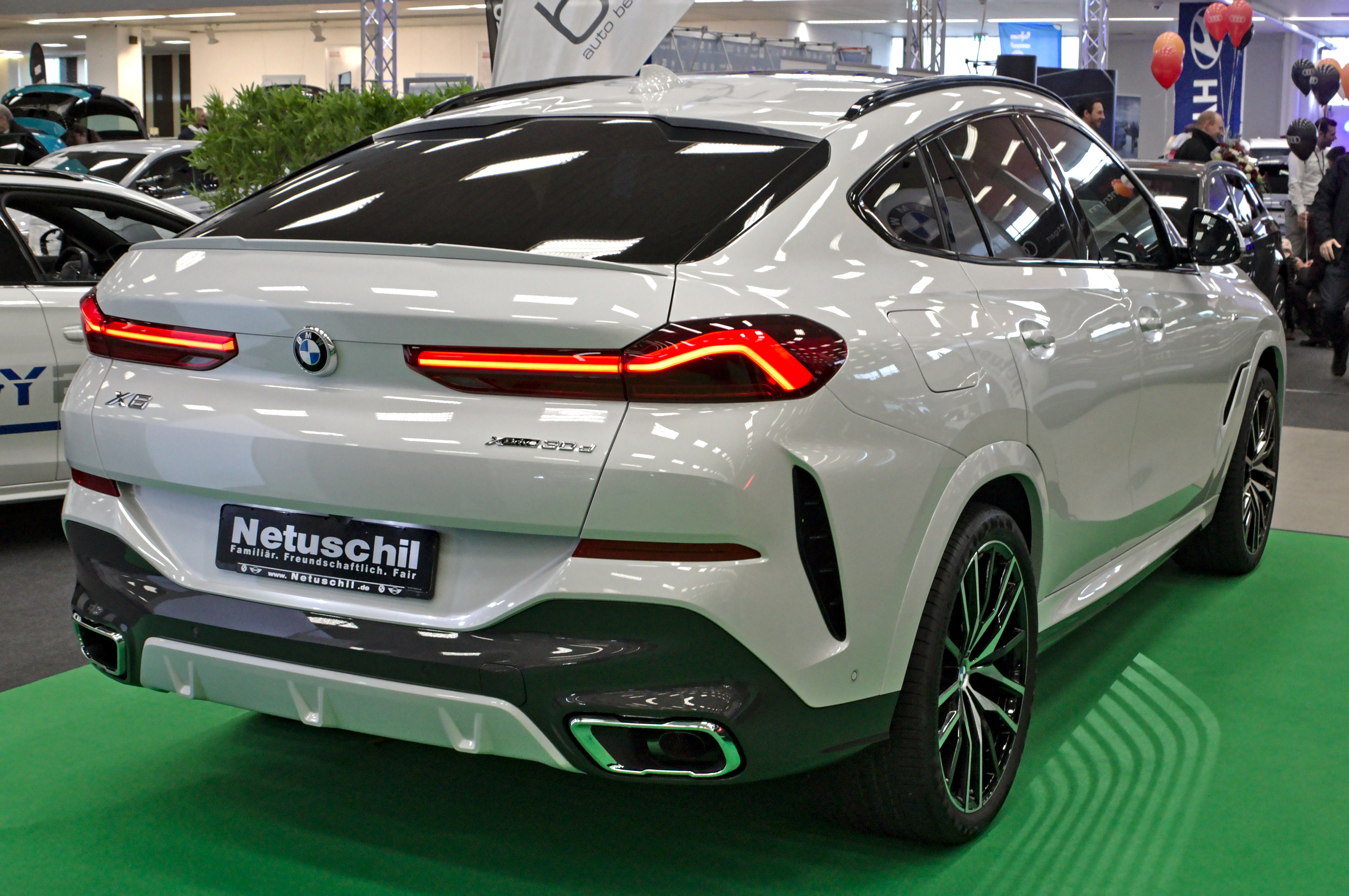

2019年7月3日発表。エンジンはガソリンエンジンとディーゼルエンジンが用意される。「M50i」には最大出力530hpの直噴4.4 L V型8気筒ガソリンツインターボエンジンが搭載される。
2019年8月30日、ベンタブラックの派生素材で塗装した特別モデルの製作発表。フランクフルト・モーターショーで公開する予定。

## その他
- 2015年にデザイナーがBillboard Hot 100でNO'1ヒットとなった"Panda"は、このBMW・X6の白いモデルに、黒いスモークシールドを貼ったスタイルが、パンダを彷彿とさせることから、このタイトルがつけられた。